# Havoc and Bright Lights
Havoc and Bright Lights é o oitavo álbum de estúdio da cantora e compositora canadense Alanis Morissette, com lançamento para o dia 22 de agosto de 2012. O álbum estreou em quinto lugar na Billboard 200, vendendo 33,000 cópias nos Estados Unidos e 82 mil cópias em todo mundo na primeira semana de lançamento.

## Produção
Em junho de 2011, Guy Sigsworth, produtor do álbum Flavors of Entanglement de Morissette, escreveu no Twitter que estava em Los Angeles trabalhando com uma "certa incrível mulher canadense". Em 28 de fevereiro de 2012, Alanis compartilhou um vídeo, filmado em maio de 2011, da gravação de uma música e com a voz de Sigsworth nos bastidores, deixando claro que ela estava trabalhando com ele. Nesse período de maio de 2011, Morissette gravou uma música chamada "Into a King", em ocasião do aniversário de um ano de seu casamento, foi co-escrita com Sigsworth. Em 2012, ela gravou "Magical Child" para um álbum de coletâneas sobre maternidade, "Every Mother Counts". Em novembro de 2011, Morissette apareceu no American Music Awards, dizendo que havia escrito 31 músicas para serem escolhidas 12 para o CD.
A revista Rolling Stone anunciou que o novo álbum de Alanis seria lançado em junho de 2012, e compartilhou os títulos de duas canções: "Havoc" e "Celebrity". A revista também escreveu que quase todas as músicas tinham "refrão surpreendente". Em 2 de maio, a revista Billboard escreveu que o novo álbum de Alanis seria lançado em 28 de agosto de 2012 através da gravadora "Collective Sounds", sendo seu primeiro álbum depois de deixar a Maverick Records. O álbum será distribuído pela Sony RED. Em 23 de maio, o álbum ficou disponível para pré-venda na Amazon.com.

## Faixas
1. "Guardian" — 4:18
2. "Woman Down" — 3:36
3. "'Til You" — 4:07
4. "Celebrity" — 4:01
5. "Empathy" — 4:00
6. "Lens" — 4:08
7. "Spiral" — 4:17
8. "Numb" — 4:10
9. "Havoc" — 5:53
10. "Win and Win" — 5:01
11. "Receive" — 4:28
12. "Edge of Evolution" — 4:29

Versões Especiais
1. "Will You Be My Girlfriend?" (Germany Version) — 4:11
2. "Magical Child" (Germany Version) — 4:53
3. "Jekyll and Hyde" (feat. Souleye) - 2:43
4. "No" (Japan Version) - 4:27
5. "Big Sur" (Target Version) - 4:06
6. "Guru" (feat. Souleye) (Target Version) - 4:06
7. "Permission" (Target Version) - 3:42
8. "Tantra" (Exclusive iTunes) - 5:32

## Paradas
| Parada (2012)                   | Melhores |
| ------------------------------- | -------- |
| Australian Albums Chart         | 22       |
| Austrian Albums Chart           | 1        |
| Belgian Albums Chart (Flanders) | 6        |
| Belgian Albums Chart (Wallonia) | 5        |
| Canadian Albums Chart           | 1        |
| Czech Albums Chart              | 5        |
| Danish Albums Chart             | 22       |
| Dutch Albums Chart              | 2        |
| Finnish Albums Chart            | 15       |
| French Albums Chart             | 20       |
| German Albums Chart             | 2        |
| Hungarian Albums Chart          | 38       |
| Irish Albums Chart              | 6        |
| Italian Albums Chart            | 1        |
| Japanese Albums Chart           | 183      |
| New Zealand Albums Chart        | 27       |
| Norwegian Albums Chart          | 9        |
| Polish Albums Chart             | 11       |
| Portuguese Albums Chart         | 23       |
| Scottish Albums Chart           | 20       |
| Spanish Albums Chart            | 9        |
| Swedish Albums Chart            | 32       |
| Swiss Albums Chart              | 1        |
| UK Albums Chart                 | 12       |
| US Billboard 200                | 5        |
| US Independent Albums           | 1        |
| US Rock Albums                  | 1        |